# Próchniczo-mineralne sorbenty glebowe

Wzór jednego z kwasów humusowych – produktów humifikacji detrytusu

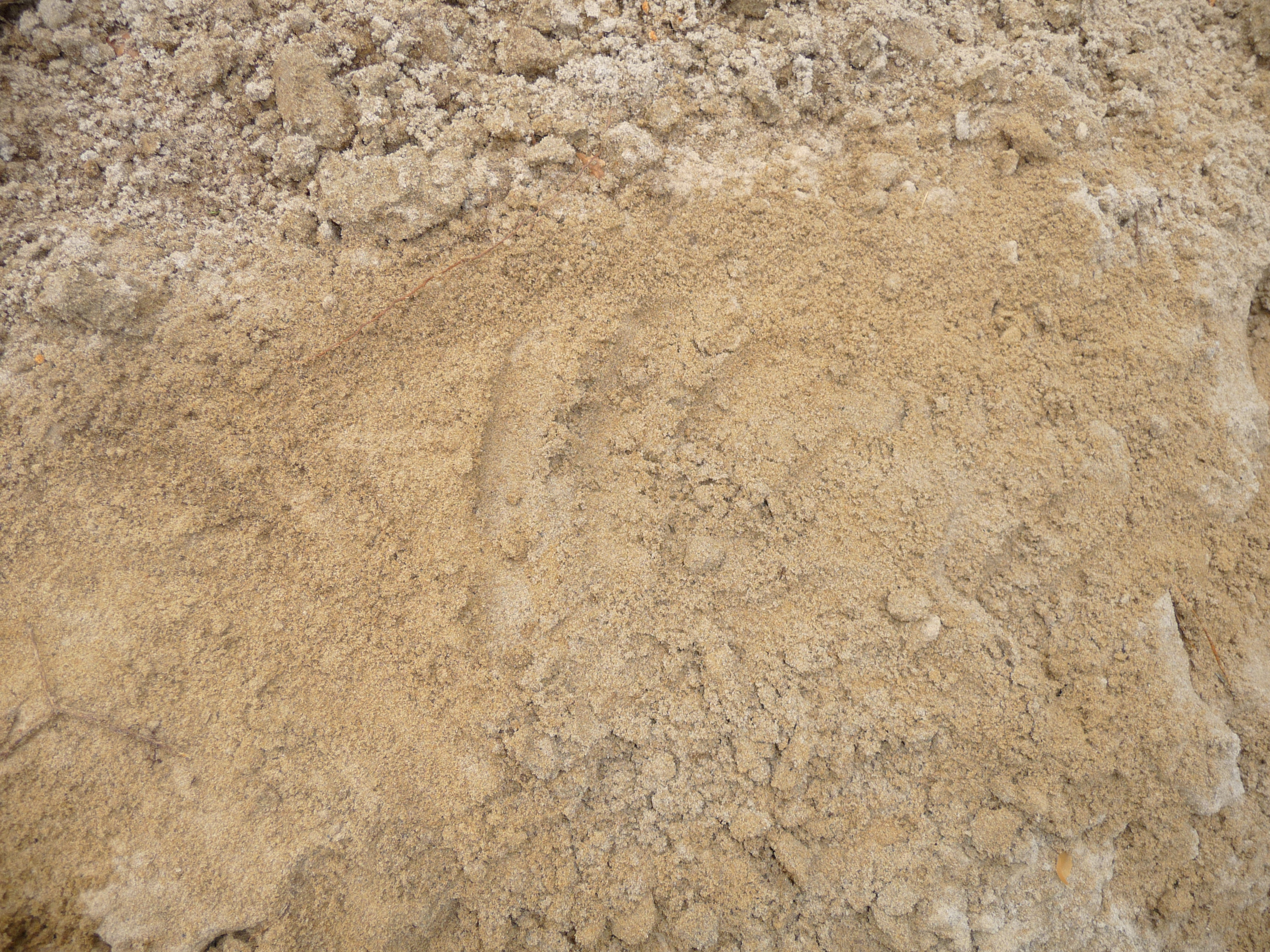
Glina piaszczysta – rodzaj minerałów glebowych

Próchniczo-mineralne sorbenty glebowe – połączenia składników mineralnych gleby (minerały glebowe, jony metali) i składników organicznych (produkty humifikacji detrytusu), tworzące – wraz z minerałami glebowymi i próchnicą – glebowy kompleks sorpcyjny. 
Produktami humifikacji są różnorodne związki o złożonej budowie, m.in. kwasy humusowe (kwasy fulwowe, kwasy huminowe) i huminy. Z mineralnymi składnikami gleby tworzą one sole, chelaty i kompleksy z iłami (ilasto-humusowe, ilasto-próchnicze) – rozpuszczalne lub nierozpuszczalne. 
Połączenia organiczno-mineralne mogą mieć charakter:
- niestukturalny – np. reakcje prostych produktów humifikacji z jonami metali,
- strukturalny –   połączenia między cząstkami próchnicy i minerałów glebowych, tworzone z udziałem pośredniczących kationów (np. H+ tworzącego mostki wodorowe, Ca2+, Al3+, Fe3+) lub amfoterycznych tlenków i wodorotlenków (np. Fe(OH)3), pokrywających powierzchnię ziaren iłu; procesy sprzyjające trwałości glebowych agregatów i gruzełków (elementy struktury gleby).

Kompleksy ilasto-humusowe mają dużą pojemność sorpcyjną i właściwości buforowe.